# Revue d'égyptologie
La Revue d'égyptologie (RdE)  (ISSN 0035-1849) est une revue annuelle publiée par la Société française d'égyptologie (SFE) avec le concours du CNRS et éditée aux Éditions Peeters. Elle succède au Recueil des Travaux relatifs à la philologie et à l'archéologie égyptiennes et assyriennes édité par Gaston Maspero de 1870 à 1923.

## Accès direct au numéro
| no 31 (1979) | no 32 (1980) | no 33 (1981) | no 34 (1982-1983) | no 35 (1984) | no 36 (1985) | no 37 (1986) | no 38 (1987)      | no 39 (1988) | no 40 (1989) |
| no 41 (1990) | no 42 (1991) | no 43 (1992) | no 44 (1993)      | no 45 (1994) | no 46 (1995) | no 47 (1996) | X                 | X            | no 50 (1999) |
| no 51 (2000) | no 52 (2001) | no 53 (2002) | no 54 (2003)      | no 55 (2004) | no 56 (2005) | no 57 (2006) | no 58 (2007)      | no 59 (2008) | no 60 (2009) |
| no 61 (2010) | no 62 (2011) | no 63 (2012) | no 64 (2013)      | no 65 (2014) | no 66 (2015) | no 67 (2016) | no 68 (2017-2018) | X            | X            |
| no 71 (2021) | X            | X            | X                 | X            | X            | X            | X                 | X            | X            |

## Tome 31 (1979)
| Pages   | Auteur(s)           | Titre                                                                                            |  |
| ------- | ------------------- | ------------------------------------------------------------------------------------------------ |  |
| 3-28    | Jocelyne Berlandini | La pyramide « ruinée » de Sakkara-Nord et le roi Ikaouhor-Menkaouhor (Planches 1-4)              |  |
| 29-35   | Didier Devauchelle  | Le papyrus démotique Louvre E 9415. Un partage de biens (Planche 5)                              |  |
| 36-65   | Marianne Doresse    | Le dieu voilé dans sa châsse et la fête du début de la décade (suite)                            |  |
| 66-80   | Anthony Spalinger   | The negatives and in the Piye (Piankhy) Stela                                                    |  |
| 81-96   | Michelle Thirion    | Notes d’onomastique. Contribution à une révision de Ranke, PN                                    |  |
| 97-100  | Miroslav Verner     | Neue Papyrusfunde in Abusir                                                                      |  |
| 101-119 | Pascal Vernus       | Un hymne à Amon, protecteur de Tanis, sur une tablette hiératique (Caire J.E. 87889) (Planche 6) |  |
| 120-134 | Christiane Ziegler  | La fausse-porte du prince Kanefer « fils de Snefrou » (Planches 7-9)                             |  |
| 135-151 | Alain-Pierre Zivie  | La tombe d’un officier de la XVIIIe dynastie à Saqqara (Planches 10-11)                          |  |
| 152-153 | Michel Dewachter    | Le type no 2 du Corpus des cônes funéraires                                                      |  |
| 153-156 | Jaromír Málek       | A shawabti of the Draughtsman Pay of Deir el-Medinâ                                              |  |
| 157     | E. Strouhal         | Comment on the paper of J.J. Castillos (RdE 28, 48-60)                                           |  |

## Tome 32 (1980)
| Pages   | Auteur(s)             | Titre                                                                                           |  |
| ------- | --------------------- | ----------------------------------------------------------------------------------------------- |  |
| 3-17    | W. Barta              | Die Mondfinsternis im 15. Regierungsjahr Takelots II                                            |  |
| 19-31   | Horst Beinlich        | Ein Morgenlied an Osiris aus dem Hathor-Tempel von Dendara (Planche 1)                          |  |
| 33-46   | J.-F. Borghouts       | The Ram as a Protector and Prophesier                                                           |  |
| 47-64   | Sylvie Cauville       | Une offrande spécifique d’Osiris : le récipient de dates (maDA n bnr)                           |  |
| 65-68   | Didier Devauchelle    | L'arbre rdmt                                                                                    |  |
| 69-73   | Michel Dewachter      | Un nouveau « fils royal » de la XVIIIe dynastie : Qenamon (Planche 2)                           |  |
| 75-82   | Sami Farag            | Une inscription memphite de la XIIe dynastie (Planches 3-5)                                     |  |
| 83-93   | Paule Posener-Kriéger | Fragments de papyrus provenant de Saqqarah (Planches 6-7)                                       |  |
| 95-116  | Anthony Spalinger     | Remarks on the Family of Queen H̱a.s.nbw and the Problem of Kingship in Dynasty XIII (Planche 8) |  |
| 117-134 | Pascal Vernus         | Études de philologie et de linguistique                                                         |  |
| 135-136 | Sylvie Cauville       | Sxn-rxyt : une désignation de la nécropole d'Edfou                                              |  |
| 136-138 | J.-Cl. Degardin       | À propos des objets rapportés par l'expédition de Lepsius                                       |  |
| 138-139 | Didier Devauchelle    | Les anthroponymes PA-at et PA-aXm                                                               |  |
| 140-141 | Michel Dewachter      | Un nouveau type de cônes funéraires                                                             |  |
| 141-144 | Bernadette Menu       | Note sur les inscriptions de SA-mwt surnommé Kyky                                               |  |
| 144-145 | Michel Pezin          | Les étiquettes de momies de la collection Le Blant                                              |  |
| 145-146 | Pascal Vernus         | Derechef les inscriptions de SA-mwt surnommé Kyky                                               |  |

## Tome 33 (1981)
| Pages   | Auteur(s)             | Titre |  |
| ------- | --------------------- | --- |  |
| 3-9     | Essam El-Banna        | L'obélisque de Sésostris Ier à Héliopolis a-t-il été déplacé ? (Planche 1)                                       |  |
| 11-22   | J. F. Borghouts       | Monthu and matrimonial squabbles                                                                                 |  |
| 23-28   | Annie Gasse           | Une influence héliopolitaine dans la science de la construction ?                                                |  |
| 29-37   | Yvan Koenig           | Les effrois de Kenikerkhepeshef (P. Deir el-Médineh 40) (Planche 2)                                              |  |
| 39-45   | Béatrix Midant-Reynes | Les noms du silex en égyptien                                                                                    |  |
| 47-58   | Paule Posener-Kriéger | Construire une tombe à l'ouest de Mn-nfr (P. Caire 52002) (Planche 3-4)                                          |  |
| 59-65   | D. P. Silverman       | Plural Demonstrative Constructions in Ancient Egyptian                                                           |  |
| 67-77   | Rainer Stadelmann     | La ville de pyramide à l'Ancien Empire                                                                           |  |
| 79-87   | Michelle Thirion      | Notes d’onomastique (deuxième série)                                                                             |  |
| 89-124  | Pascal Vernus         | Omina calendériques et comptabilité d'offrandes sur une tablette hiératique de la XVIIIe dynastie (Planches 5-6) |  |
| 125-132 | Christiane Ziegler    | Une famille de « grands des djebels de l’or » d’Amon (Planche 7)                                                 |  |
| 133-134 | Michel Dewachter      | L'origine de la date du bas-relief inédit Toulon (Inv. 957-85-1)                                                 |  |
| 134-137 | M. Heimer             | Une statuette d’envoûtement en albâtre du Moyen Empire                                                           |  |
| 137-138 | Yvan Koenig           | Notes sur quelques mots « néo-égyptiens »                                                                        |  |
| 138-140 | Georges Posener       | Notes de transcription                                                                                           |  |

## Tome 34 (1982-1983)
| Pages   | Auteur(s)                | Titre |  |
| ------- | ------------------------ | --- |  |
| 3-21    | Sydney Hervé Aufrère     | Caractères et origine divine des minéraux                                                                      |  |
| 23-26   | Sylvie Cauville          | Une stèle de Nag el-Hassaïa (Planche 1)                                                                        |  |
| 27-52   | John L. Foster           | The sDm.f and sDm.n.f Forms in the Tale of Sinuhe                                                              |  |
| 53-58   | Annie Gasse              | Seramon, un membre du clergé thébain de la XXIe dynastie                                                       |  |
| 59-69   | Kenneth Anderson Kitchen | Further Thoughts on Egyptian Chronology in the Third Intermediate Period                                       |  |
| 71-75   | Dieter Kurth             | Der komische Hintergrund des grossen Horusmythos von Edfu                                                      |  |
| 77-91   | Anthony Leahy            | Two Donation Stelae of Necho II (Planches 2-3)                                                                 |  |
| 93-100  | Michel Malinine          | Transcriptions hiéroglyphiques de quatre textes du Musée du Louvre écrits en hiératique anormal (Planches 4-7) |  |
| 101-114 | Michelle Thirion         | Notes d’onomastique. Contribution à une révision du Ranke Personen Namen (troisième série)                     |  |
| 115-128 | Pascal Vernus            | Études de philologie et de linguistique (II)                                                                   |  |
| 129-136 | Jean Yoyotte             | L'Amon de Naukratis                                                                                            |  |
| 137     | Sylvie Cauville          | irt : un nom de la situle ?                                                                                    |  |
| 137-140 | Michel Dewachter         | Statue Besançon (Inv. 890.1.66) : une trouvaille de Mariette que l’on croyait perdue                           |  |
| 140-142 | Charles C. van Siclen    | Trois commentaires sur les ostraca de Deir el-Bahari                                                           |  |
| 142-145 | Jean Yoyotte             | Un souhait de bonne année en faveur du prince Néchao                                                           |  |
| 145-148 | Jean Yoyotte             | Une épouse divine à Héracléopolis                                                                              |  |
| 148-149 | Jean Yoyotte             | Le dieu Horemheb                                                                                               |  |

## Tome 35 (1984)
| Pages   | Auteur(s)                                 | Titre |  |
| ------- | ----------------------------------------- | --- |  |
| 3-21    | Schafik Allam                             | Un contrat de mariage, P. démotique Caire J. 68567 (Planches 1-3)                                           |  |
| 23-30   | Sydney Hervé Aufrère                      | Brgt (Stèle de la famine 16). Remarques sur les termes servant à désigner l'émeraude, le béryl et l'olivine |  |
| 31-55   | Sylvie Cauville et Didier Devauchelle     | Le temple d'Edfou : étapes de la construction et nouvelles données historiques                              |  |
| 57-82   | V. Condon                                 | Two Account Papyri of the Late Eighteenth Dynasty (Brooklyn 35.1453 A et B) (Planches 4-7)                  |  |
| 83-94   | Michel Dewachter                          | Les « premiers fils royaux d'Amon ». Compléments et remarques (Planche 8)                                   |  |
| 95-103  | Hans Goedicke                             | The Riddle of Sinuhe’s Flight                                                                               |  |
| 105-126 | François-René Herbin                      | Une liturgie des rites décadaires de Djemê, P. Vienne 3865 (Planche 9)                                      |  |
| 127-137 | G. Lacaze, Olivier Masson et Jean Yoyotte | Deux documents memphites copiés par J.-M. Vansleb au XVIIe siècle (Planches 10-11)                          |  |
| 139-158 | Véronique Laurent                         | Une statue provenant de Tell el-Maskoutah (Planche 12)                                                      |  |
| 159-188 | Pascal Vernus                             | Études de philologie et de linguistique (III)                                                               |  |
| 189-191 | C. Cannuyer                               | Singe savant ou caméléon ?                                                                                  |  |
| 191-195 | J.-C. Dégardin                            | Procession de barques dans le temple de Khonsou                                                             |  |
| 195-199 | Michel Dewachter                          | Le roi Sahathor, compléments                                                                                |  |
| 199-200 | Michel Dewachter                          | La date du papyrus de Néferoubenef                                                                          |  |
| 200-203 | Alain-Pierre Zivie                        | La localisation de la tombe du grand-prêtre de Ptah Ptahemhat-Ty                                            |  |
| 203-205 | Christiane Ziegler                        | Isis retrouvée                                                                                              |  |

## Tome 36 (1985)
| Pages   | Auteur(s)                | Titre |  |
| ------- | ------------------------ | --- |  |
| 1-15    | Schafik Allam            | Le Hm-kA était-il exclusivement prêtre funéraire ?                                                           |  |
| 17-20   | Amin A. M. A. Amer       | Tutankhamun’s Decree for the Chief Treasurer Maya (Planche 1)                                                |  |
| 21-34   | Sydney Hervé Aufrère     | Le cœur, l'annulaire gauche, Sekhmet et les maladies cardiaques                                              |  |
| 35-42   | Léo Depuydt              | « Voir » et « regarder » en copte : étude synchronique et diachronique                                       |  |
| 43-66   | Michel Dewachter         | Nouvelles informations relatives à l'exploitation de la nécropole royale de Drah Aboul Neggah (Planches 2-3) |  |
| 67-72   | Ali Ahmed Gasm el-Seed   | La tombe de Tanoutamon à El Kurru (Ku. 16) (Planche 4)                                                       |  |
| 73-87   | Bernadette Menu          | Cessions de services et engagements pour dette sous les rois kouchites et saïtes                             |  |
| 89-113  | Olivier Perdu            | Le monument de Samtoutefnakht à Naples (première partie)                                                     |  |
| 115-119 | Georges Posener          | Pour la reconstitution de l'enseignement d'un homme à son fils                                               |  |
| 121-124 | Carl Nicholas Reeves     | Fragments of an Embalming-ritual Papyrus in the Oriental Museum, Durham (Planche 5)                          |  |
| 125-143 | Michelle Thirion         | Notes d'onomastique, contribution à une révision de Ranke PN (quatrième série)                               |  |
| 145-152 | Miroslav Verner          | Les statuettes de prisonniers en bois d’Abousir (Planches 6-8)                                               |  |
| 153-168 | Pascal Vernus            | Études de philologie et de linguistique (IV)                                                                 |  |
| 169-170 | Jean-Luc Chappaz         | Du bois dont on fait les ouchebtis                                                                           |  |
| 170-172 | Didier Devauchelle       | À propos de deux stèles démotiques provenant de Kom el-Hisn                                                  |  |
| 172-174 | Didier Devauchelle       | De nouveau la construction du temple d'Hathor à Dendara                                                      |  |
| 175-177 | Michel Dewachter         | À propos du temple de Thot à Karnak Nord                                                                     |  |
| 177-179 | Kenneth Anderson Kitchen | Les suites des guerres libyennes de Ramsès III                                                               |  |
| 179-181 | Véronique Laurent        | Une statue de Tell el-Maskoutah retrouvée                                                                    |  |
| 181-185 | Jaromír Málek            | Paiuenamun, Sambehdet, and Howard Carter’s Survey of Tell el-Balamûn in 1913                                 |  |
| 185-187 | Christiane Ziegler       | Découvertes dans les Musées du Mans                                                                          |  |
| 187     | Michel Dewachter         | Encore le temple de Thot à Karnak Nord (addendum)                                                            |  |
| 189-200 | M. Cour-Marty            | La collection de poids du Musée du Caire revisitée                                                           |  |

## Tome 37 (1986)
| Pages   | Auteur(s)            | Titre |  |
| ------- | -------------------- | --- |  |
| 3-11    | Jocelyne Berlandini  | Petite statuaire memphite au Musée du Louvre, la dyade de Sementaouy et la statuette de Tchay (Planches 1-2)                       |  |
| 13-29   | Françoise de Cenival | Comptes d’une association religieuse thébaine datant des années 29 à 33 du roi Amasis (P. démot. Louvre E 7840 bis) (Planches 3-4) |  |
| 31-43   | Michel Chauveau      | Les cultes d'Edfa à l’époque romaine (Planches 5-8)                                                                                |  |
| 45-51   | Didier Devauchelle   | Fragments de décrets ptolémaïques en langue égyptienne conservés au Musée du Louvre (Planches 9-10)                                |  |
| 53-62   | Michel Dewachter     | Le scarabée funéraire de Nékao II et deux amulettes inédites du Musée Jacquemart-André (Planches 11-13)                            |  |
| 63-80   | Karin Götte          | Eine Individualcharakteristik ptolemäischer Herrscher anhand der Epitheta-Sequenzen beim Weinopfer                                 |  |
| 81-89   | Jean-Claude Grenier  | Le prophète et l'autokratôr (Planche 14)                                                                                           |  |
| 91-96   | Georges Posener      | Du nouveau sur Kombabos (Planche 15)                                                                                               |  |
| 97-106  | Jan Quaegebeur       | Aménophis, nom royal et nom divin. Questions méthodologiques                                                                       |  |
| 107-130 | Stephen Quirke       | The Regular Titles of the Late Middle Kingdom                                                                                      |  |
| 131-137 | Michelle Thirion     | Notes d'onomastique, contribution à une révision du Ranke Personen Namen (cinquième série)                                         |  |
| 139-147 | Pascal Vernus        | Études de philologie et de linguistique (V) (Planche 16)                                                                           |  |
| 149-150 | Didier Devauchelle   | Notes sur la stèle de Bentresh |  |
| 150-151 | Georges Posener      | Encore le titre |  |
| 151-155 | François Neveu       | Le tarif de location des ânes à Deir el-Médineh                                                                                    |  |
| 155-159 | Bernard Mathieu      | Un nouveau fragment du papyrus de Prâemheb                                                                                         |  |
| 159-163 | Michel Dewachter     | Deux bas-reliefs perdus du puits 2003 de Deir el-Médineh                                                                           |  |

## Tome 38 (1987)
| Pages   | Auteur(s)                              | Titre |  |
| ------- | -------------------------------------- | --- |  |
| 3-11    | Françoise de Cenival                   | Le papyrus Dodgson : (P. Ashmolean Museum Oxford 1932-1159). Une interrogation aux portes des dieux (Planche 1)   |  |
| 13-48   | Pierre-Marie Chevereau                 | Contribution à la prosopographie des cadres militaires de l'Ancien Empire et de la Première Période intermédiaire |  |
| 49-54   | Aidan Mark Dodson                      | Psusennes II (Planche 2)                                                                                          |  |
| 55-61   | Arno Egberts                           | A note on the building history of the temple of Edfu                                                              |  |
| 63-80   | Hans Goedicke                          | Menna’s Lament |  |
| 81-104  | Jean-Claude Grenier                    | Le protocole pharaonique des empereurs romains (Analyse formelle et signification historique)                     |  |
| 105-110 | Yvan Koenig                            | La Nubie dans les textes magiques « L'inquiétante étrangeté »                                                     |  |
| 111-115 | Peter Lacovara et Carl Nicholas Reeves | The colossal statue of Mycerinus reconsidered (Planche 3-4)                                                       |  |
| 117-137 | Jaromír Málek                          | The Saqqara statue of Ptahmose, mayor of the Memphite suburbs (Planche 5)                                         |  |
| 139-146 | Nigel Strudwick                        | The overseer of the treasury ny-kAw-ptH (Planche 6)                                                               |  |
| 147-162 | Claude Traunecker                      | Les « temples hauts » de Basse Époque : un aspect du fonctionnement économique des temples                        |  |
| 163-181 | Pascal Vernus                          | Études de philologie et de linguistique (VI) (Planche 7)                                                          |  |
| 183-184 | Sylvie Cauville                        | Un préfixe p en égyptien ?                                                                                        |  |
| 185-187 | Sylvie Cauville                        | À propos des désignations de la palette de scribe                                                                 |  |
| 187-190 | Michel Defossez                        | Note lexicographique sur le mot Hwtf                                                                              |  |
| 190-193 | Michel Dewachter                       | Le grand coude du Nil à Amada et le toponyme tA q aH(t)                                                           |  |
| 194-197 | Claude Vandersleyen                    | Une tête de Chéphren en granit rose                                                                               |  |

## Tome 39 (1988)
Volume dédié à la mémoire de Georges Posener
| Pages   | Auteur(s)                   | Titre |  |
| ------- | --------------------------- | --- |  |
| I-III   | Arpag Mekhitarian           | Georges Posener (1907-1988) |  |
| 3-36    | Thierry Bardinet            | Remarques sur les maladies de la peau, la lèpre, et le châtiment divin                                                                        |  |
| 37-46   | Françoise de Cenival        | Papyrus Seymour de Ricci : le plus ancien des règlements d’association religieuse (P. BN E 241) (Planche 1)                                   |  |
| 47-62   | Danielle Inconnu-Bocquillon | Thot de Pnoubs (la ville) ou Thot du nébès (l'arbre)                                                                                          |  |
| 63-82   | Bernard Mathieu             | Études de métrique égyptienne. I. Le distique heptamétrique dans les chants d’amour                                                           |  |
| 83-106  | Stephen Quirke              | State and Labour in the Middle Kingdom. A Reconsideration of the Term xnrt                                                                    |  |
| 107-129 | Anthony Spalinger           | A Sequence System |  |
| 131-146 | Michelle Thirion            | Notes d’onomastique. Contribution à une révision du Ranke Personen Namen (sixième série)                                                      |  |
| 147-154 | Pascal Vernus               | La formule du bon comportement (bit nfrt) |  |
| 155-178 | Jean Yoyotte                | Des lions et des chats. Contribution à la prosopographie de l’époque libyenne (Planches 2-6)                                                  |  |
| 179-195 | Alain-Pierre Zivie          | Portrait de femme. Une tête en bois stuqué récemment découverte à Saqqarah (Planche 7-11)                                                     |  |
| 197-204 | Nathalie Beaux-Grimal       | Étoile et étoile de mer : une tentative d’identification du signe                                                                             |  |
| 204-208 | Léo Depuydt                 | The End of xr.f sDm.f in the Heqanakhte Letters                                                                                               |  |
| 208     | Didier Devauchelle          | Un Perse dans l'Égypte ptolémaïque |  |
| 209-210 | Michel Dewachter            | L'apparition du Papyrus Prisse (pBN 183-194)                                                                                                  |  |
| 210-211 | Frédérique von Känel        | La « Directrice du Château de Serket » |  |
| 211-213 | Bernadette Menu             | Le louage des ânes à Deir el-Médineh |  |
| 213-214 | Vincent Rondot              | Un monument du Xe nome de Haute-Égypte retrouvé                                                                                               |  |
| 215-227 | Michel Dewachter            | Le paradoxe des « papiers Salvolini » de la Bibliothèque nationale (MSS NAF 20450-20454) et la question des manuscrits des frères Champollion |  |

## Tome 40 (1989)
Volume dédié à la mémoire de Jacques Jean Clère
| Pages   | Auteur(s)                          | Titre |  |
| ------- | ---------------------------------- | --- |  |
| I-II    | Jean Vercoutter                    | Jacques Jean Clère (1906-1989) |  |
| III-IX  | Jean-Louis de Cenival              | Bibliographie de Jacques Jean Clère |  |
| 3-36    | Pierre-Marie Chevereau             | Contribution à la prosopographie des cadres militaires de l'Ancien Empire et de la Première Période intermédiaire                           |  |
| 37-47   | Philippe Derchain                  | Éloquence et politique. L'opinion d'Akhtoy                                                                                                  |  |
| 49-63   | Éric Doret                         | Phrase nominale, identité et substitution dans les textes des Sarcophages (première partie)                                                 |  |
| 65-89   | Danielle Inconnu-Bocquillon        | Les titres Hry idb et Hry wDb dans les inscriptions des temples gréco-romains                                                               |  |
| 91-111  | Jean-Philippe Lauer                | Le problème de la construction de la Grande Pyramide (Planches 1-3)                                                                         |  |
| 113-123 | Robert Navailles et François Neveu | Qu'entendait-on par « journée d'esclave » au Nouvel Empire ? (hrw m Hm(t), hrw n bAk)                                                       |  |
| 125-129 | Gabriella Scandone-Matthiae        | Un sphinx d’Amenemhat III au musée d’Alep (Planche 4)                                                                                       |  |
| 131-144 | Michel Valloggia                   | Le papyrus Bodmer 107 ou les reflets tardifs d'une conception de l'éternité (Planche 5)                                                     |  |
| 145-161 | Pascal Vernus                      | La stèle du pharaon MnTw-Htpi à Karnak : un nouveau témoignage par la situation politique et militaire au début de la D.P.I. (Planches 6-7) |  |
| 163-185 | Francis Geus                       | Enquêtes sur les pratiques et coutumes funéraires méroïtiques. La contribution des cimetières non royaux. Approche préliminaire             |  |
| 187-188 | Essam El-Banna                     | Une stèle inédite d'un chanteur du temple de Ptah à Memphis                                                                                 |  |
| 189-190 | Didier Devauchelle                 | Notes ptolémaïques (§ 1-3) |  |
| 191-194 | Pierre Grandet                     | La route de Thèbes comparée à une corde |  |
| 194-195 | Yvan Koenig                        | Notes sur le payrus Deir el-Médineh XXVI A-B                                                                                                |  |
| 195-197 | Olivier Perdu                      | Une autre trace de la déesse Âayt dans l’onomastique hérakléopolitaine à l'origine du chef de la flotte Pakhrof                             |  |
| 197-198 | Joaquim Friedrich Quack            | Sur l’emploi euphémique de xft « ennemi » en démotique                                                                                      |  |
| 199-200 | Pascal Vernus                      | Derechef mi régissant une forme à suffixe -t                                                                                                |  |
| 201-215 | Michel Dewachter                   | Les manuscrits de l'ingénieur Jollois et la correspondance relative à sa première année en Égypte (1798-1799)                               |  |
| 215-218 | Michel Dewachter                   | Le prétendu portrait de Champollion à Naples, peint par François Bouchot en 1828                                                            |  |
| 218-220 | Michel Dewachter                   | Les artistes collectionneurs et un témoignage sur les débuts de l'antiquaire Joseph Brummer : les « Souvenirs » de Zadkine                  |  |

## Tome 41 (1990)
| Pages   | Auteur(s)                                   | Titre |  |
| ------- | ------------------------------------------- | --- |  |
| 3-8     | Michel Chauveau                             | Glorification d’une morte anonyme (P. dém. Louvre N 2450 c) (Planche 1)                                                               |  |
| 9-30    | Philippe Derchain                           | L'auteur du papyrus Jumilhac |  |
| 31-37   | Aidan Mark Dodson                           | The Canopic Chest of Ramesses II (Planche 2)                                                                                          |  |
| 39-56   | Éric Doret                                  | Phrase nominale, identité et substitution dans les Textes des sarcophages (deuxième partie)                                           |  |
| 57-63   | Adel Farid                                  | General Hathor, Daughter of Strategos HjArgs-Pakhom (Planches 3-4)                                                                    |  |
| 65-93   | Hans Goedicke                               | Two Mining Records from the Wadi Hammamat                                                                                             |  |
| 95-99   | Pierre Grandet                              | Un texte historique de Ramsès III à El-Kab (et autres textes ramessides) (Planches 5-6)                                               |  |
| 101-125 | Yvan Koenig                                 | Les textes d'envoûtement de Mirgissa                                                                                                  |  |
| 127-141 | Bernard Mathieu                             | Études de métrique égyptienne II. Contraintes métriques et production textuelle dans l'Hymne à la crue du Nil                         |  |
| 143-152 | François Neveu                              | À propos du P. DM 28 : un conseil royal consacré aux affaires de « La Tombe »                                                         |  |
| 153-208 | Pascal Vernus                               | Entre Néo-égyptien et Démotique : la langue utilisée dans la traduction du Rituel de repousser l'Agressif (Études sur la diglossie I) |  |
| 209-213 | Alain Charron                               | Massacres d'animaux à la Basse Époque                                                                                                 |  |
| 213-217 | É. Delange, M. Grange, B. Kusko et E. Menei | Apparition de l'encre métallogallique en Égypte à partir de la collection de papyrus du Louvre                                        |  |
| 218-220 | Didier Devauchelle                          | De nouveau rdmt |  |
| 220-221 | Jean Vercoutter                             | HmAgt : Pierres semi-précieuses ou résine ?                                                                                           |  |
| 221     | Pascal Vernus                               | À propos de la stèle du pharaon MnTw-Htpi                                                                                             |  |
| 223-230 | Pierre-Marie Chevereau                      | Addenda et corrigenda à la prosopographie des cadres militaires égyptiens de la Basse Époque                                          |  |

## Tome 42 (1991)
| Pages   | Auteur(s)                            | Titre                                                                                              |  |
| ------- | ------------------------------------ | -------------------------------------------------------------------------------------------------- |  |
| 3-10    | M. I. Bakr et A. Nibbi               | Three Stone Anchors from Tell Basta (Planche 1)                                                    |  |
| 11-24   | N. Baum                              | Quelques idées sur l'arbre à cheveux xt n Sn                                                       |  |
| 25-41   | Nadine Cherpion                      | En reconsidérant le grand sphinx du Louvre (A 23)                                                  |  |
| 43-88   | Pierre-Marie Chevereau               | Contribution à la prosopographie des cadres militaires du Moyen Empire                             |  |
| 89-94   | Hans Goedicke                        | Egyptian Military Actions in « Asia » in the Middle Kingdom                                        |  |
| 95-116  | Yvan Koenig                          | Les ostraca hiératiques du Musée du Louvre                                                         |  |
| 117-145 | E. Lanciers                          | Die ägyptischen Priester des ptolemäischen Königskultes (Planche 2)                                |  |
| 147-169 | Christian Leblanc et I. Abdel-Rahman | Remarques relatives à la tombe de la reine Douatentipet (Planches 3-10)                            |  |
| 171-181 | R. B. Parkinson                      | The Date of the « Tale of the Eloquent Peasant »                                                   |  |
| 183-187 | Olivier Perdu                        | Une statue saïte d’un prêtre de la province de l’Occident (Planche 11)                             |  |
| 189-207 | Joaquim Friedrich Quack              | Die Konstruktion des Infinitivs in der Cleft Sentence                                              |  |
| 209-222 | Anthony Spalinger                    | An Unexpected Source in a Festival Calendar                                                        |  |
| 223-240 | Michelle Thirion                     | Notes d’onomastique. Contribution à une révision du Ranke Personen Namen (septième série)          |  |
| 241-249 | Pascal Vernus                        | Une statue de Neshor surnommé Psamétik-menkhib (Planches 12-13)                                    |  |
| 251-252 | Christophe Barbotin                  | Un fragment de texte d'inspection de Merenptah à Tôd                                               |  |
| 253-255 | Alain Charron                        | Une table d’offrandes au Musée de Meudon                                                           |  |
| 256-260 | P. Gallo                             | I babbuini di Thot il toro : da Busiri al Campidoglio                                              |  |
| 260-261 | Bernadette Letellier                 | « L’analyse des morsures » : le vrai nom du « traité d'ophiologie » ?                              |  |
| 262-263 | Bernard Mathieu                      | « Se souvenir de l'Occident » (sḫ“ Jmnt.t) : une expression de la piété religieuse au Moyen Empire |  |
| 264-266 | Olivier Perdu                        | Les oushebtys du général Pashérientaihet (Psentaès) fils de Bastetreshti                           |  |
| 266     | Pascal Vernus                        | À propos du Rituel de Repousser l'Agressif                                                         |  |
| 267-281 | Juan José Castillos                  | Pottery Distribution in Upper Egyptian Predynastic Cemeteries                                      |  |

## Tome 43 (1992)
| Pages   | Auteur(s)              | Titre                                                                                        |  |
| ------- | ---------------------- | -------------------------------------------------------------------------------------------- |  |
| 3-9     | A. O. Bolshakov        | The Earliest Known Gold Pharaonic Coin                                                       |  |
| 11-34   | Pierre-Marie Chevereau | Contribution à la prosopographie des cadres militaires du Moyen Empire                       |  |
| 35-47   | Philippe Derchain      | Les débuts de l'Histoire                                                                     |  |
| 49-74   | Éric Doret             | Phrase nominale, identité et substitution dans les Textes des sarcophages (troisième partie) |  |
| 75-85   | Hans Goedicke          | Wisdom of Any VII, 12-7                                                                      |  |
| 87-105  | C. Graindorge          | Les oignons de Sokar (Planche 1)                                                             |  |
| 107-122 | J. J. Janssen          | Gear for the Tombs (Planche 2)                                                               |  |
| 123-132 | Yvan Koenig            | Les Patèques inscrits du Louvre                                                              |  |
| 133-143 | Jesús Lopez            | Le verger d’amour                                                                            |  |
| 145-162 | Olivier Perdu          | Socle d’une statue de Neshor à Abydos                                                        |  |
| 163-168 | Michelle Thirion       | Notes d’onomastique. Contribution à une révision du Ranke Personen Namen (huitième série)    |  |
| 169-194 | Ursula Verhoeven       | Textgeschichtliche Beobachtungen am Schlusstext von Totenbuchspruch 146                      |  |
| 195-202 | Sylvie Cauville        | Les prêtres « spécifiques » de Dendara                                                       |  |
| 202-204 | Didier Devauchelle     | Deux fragments memphites du Nouvel Empire                                                    |  |
| 205-207 | Didier Devauchelle     | Le titre de grand prêtre memphite                                                            |  |
| 207-210 | Annie Gasse            | Une nouvelle stèle d'Horus sur les crocodiles                                                |  |
| 210-214 | Michel Pezin           | Hor, fils de Labys Frontistής/swrd d’Hathor de Dendera, en 98                                |  |
| 215-221 | M. Prévot              | Observations sur des stèles du Sérapéum de Memphis                                           |  |

## Tome 44 (1993)
| Pages   | Auteur(s)                          | Titre |  |
| ------- | ---------------------------------- | --- |  |
| 3-10    | M. Broze                           | La création du monde et l'opposition sDm.f – sDm.n.f dans le temple d'Esna                                                    |  |
| 11-18   | Herman de Meulenaere               | Quelques remarques sur des stèles de donation saïtes (Planche 1)                                                              |  |
| 19-31   | Marc Étienne (et Dominique Farout) | La stèle 26.1.19 retrouvée (Planche 2)                                                                                        |  |
| 33-54   | Jean Kerisel                       | Pyramide de Khéops. Dernières recherches                                                                                      |  |
| 55-73   | Yvan Koenig                        | Les étiquettes de jarres du Musée du Louvre                                                                                   |  |
| 75-80   | Jean-Philippe Lauer                | Sur l'emploi et le rôle de la couleur aux monuments du complexe funéraire du roi Djoser (Planche 3)                           |  |
| 81-101  | A. Nibbi                           | An Early Dynastic Hide-Covered Model Papyrus Boat (Planches 4-7)                                                              |  |
| 103-140 | Claude Obsomer                     | La date de Nésou-Montou (Louvre C 1)                                                                                          |  |
| 141-151 | Joaquim Friedrich Quack            | Ägyptisches und südarabisches Alphabet                                                                                        |  |
| 153-160 | H. Schmidt                         | Foreign Affairs under Egypt’s “Dazzling Sun”                                                                                  |  |
| 161-184 | Anthony Spalinger                  | A Religious Calendar Year in the Mut Temple at Karnak                                                                         |  |
| 185-188 | E. Menei                           | Remarques sur la fabrication des rouleaux de papyrus : précisions sur la formation et l'assemblage des feuillets              |  |
| 189-191 | Claude Vandersleyen                | Rahotep, Sobekemsaf Ier et Djéhouty, roi de la XIIIe dynastie                                                                 |  |
| 192-194 | Claude Vandersleyen                | Les scènes de lamentation des chambres alpha et gamma dans la tombe d'Akhenaton                                               |  |
| 195-198 | Gérard Colin                       | Une particularité de la langue du Synaxaire éthiopien : l'emploi inchoatif du verbe (kona) (un parallèle à une valeur de xpr) |  |

## Tome 45 (1994)
Volume dédié à la mémoire de Charles Maystre
| Pages     | Auteur(s)             | Titre |  |
| --------- | --------------------- | --- |  |
| 3 - 5     | Michel Valloggia      | Charles Maystre (1907-1993)                                                                               |  |
| 6 - 9     | Michel Valloggia      | Bibliographie de Charles Maystre                                                                          |  |
| 11 - 15   | Christian Barbotin    | Une statue du grand prêtre d'Amon Bakenkhonsou II [pl. I-IV]                                              |  |
| 17 - 39   | N. Baum               | Snṯr : une révision                                                                                       |  |
| 41 - 48   | Charles Bonnet        | Palais et temples dans la topographie urbaine. Les exemples du bassin de Kerma                            |  |
| 49 - 73   | Léo Depuydt           | On a Late Egyptian and Demotic Idiom                                                                      |  |
| 75 - 86   | Didier Devauchelle    | Notes et documents pour servir à l'histoire du Sérapéum de Memphis (I-V) [pl. V-VII]                      |  |
| 87 - 116  | E. Van Essche-Merchez | Pour une lecture « stratigraphique » des parois du temple de Ramsès III à Médinet Habou [pl. VIII-XII]    |  |
| 117 - 132 | Ahmed Farid           | Sieben Metalgefäße mit demotischen Inschriften aus Kairo und Paris                                        |  |
| 133 - 138 | J.-M. Kruchten        | Un emploi du conjonctif après un verbe de volonté sur une stèle de Ramsès IV                              |  |
| 139 - 154 | Bernard Mathieu       | Études de métrique égyptienne III. Une innovation métrique dans une « litanie » thébaine du Nouvel Empire |  |
| 155 - 173 | Jan Quaegebeur        | La table d'offrandes grande et pure d'Amon                                                                |  |
| 175 - 188 | M. Thirion            | Notes d'onomastique. Contribution à une révision du Ranke Personen Namen (neuvième série)                 |  |

## Tome 46 (1995)
| Pages     | Auteur(s)            | Titre                                                                                   |  |
| --------- | -------------------- | --------------------------------------------------------------------------------------- |  |
| 3 - 8     | M. Arwik             | Du nouveau sur le papyrus de Pacherenmin au musée Czartoryski à Cracovie                |  |
| 9 - 41    | J. Berlandini-Keller | Ptah-démiurge et l'exaltation du ciel                                                   |  |
| 43 - 54   | G. Colin             | L'Égypte pharaonique dans la chronique de Jean, évêque de Nikiou                        |  |
| 55 - 79   | Philippe Collombert  | Hout-sekhem et le septième nome de Haute-Égypte, la divine Oudjarenes                   |  |
| 89 - 98   | Philippe Derchain    | L'Égypte, symbole de l'œil L'âge du décret de Ra                                        |  |
| 119 - 137 | C. Karlshausen       | L'évolution de la barque processionnelle d'Amon à la XVIIIe dynastie                    |  |
| 139 - 148 | M. Chauveau          | Une dédicace démotique au dieu Atoum                                                    |  |
| 149 - 161 | P. Pamminger         | Insights into a translucent name bead                                                   |  |
| 171 - 186 | Michelle Thirion     | Notes d'onomastique, contribution à une révision du Ranke Personen Namen, dixième série |  |
| 187 - 202 | Jean Winand          | La grammaire au secours de la datation des textes                                       |  |
| 213 - 214 | Bernadette Menu      | À propos des « stèles de donation »                                                     |  |

## Tome 47 (1996)
| Pages     | Auteur(s)                                                       | Titre                                                                                         |  |
| --------- | --------------------------------------------------------------- | --------------------------------------------------------------------------------------------- |  |
| 9 - 28    | P. M. Chevereau                                                 | Le porte-étendard Maienheqaou                                                                 |  |
| 37 - 41   | A. Minault-Gout                                                 | Une tête de la reine Tiyi découverte dans l'île de Saï, au Soudan                             |  |
| 43 - 66   | Olivier Perdu                                                   | L'avertissement d'Amenardis Ire sur sa statue Caire JE 3420 = CG 565                          |  |
| 67 - 77   | A. Salinger                                                     | Some times                                                                                    |  |
| 107 - 115 | Claude Vandersleyen                                             | Les monuments de l'Ouadi Gaouasis et la possibilité d'aller au pays de Pount par la mer Rouge |  |
| 147 - 170 | C. Wolterman                                                    | A vizier of Ramses III visits an oracle of Amun and Deir el-Medina                            |  |
| 171 - 172 | Didier Devauchelle                                              | Notes ptolémaïques                                                                            |  |
|           | P. Lacovara, Carl Nicholas Reeves, W. R. Johnson et R. H. Tykot | A composite-statue element in the museum of fine arts, Boston                                 |  |
| 180 - 181 | M. Pezin                                                        | Deux nouvelles attestations démotiques de l'anthroponyme araméen BL-Str                       |  |
| 183 - 203 | M. Cornevin                                                     | Paléoclimatologie et peuplement de l'Égypte ancienne                                          |  |

## Tome 50 (1999)
| Pages     | Auteur(s)                                                                   | Titre |  |
| --------- | --------------------------------------------------------------------------- | --- |  |
| 5 - 49    | Christophe Barbotin Département des Antiquités égyptiennes, Musée du Louvre | Le papyrus Chassinat III (Pl. I-XII) |  |
| 51 - 65   | Dr A. S. von Bomhard                                                        | Le conte du naufragé et le papyrus Prisse |  |
| 67 - 105  | Mark Depauw University College, Oxford                                      | Demotic Witness-Copy-Contracts |  |
| 107 - 133 | L. Depuydt                                                                  | The Two Problems of the Month Names |  |
| 135 - 147 | Koenraad Donker van Heel                                                    | Papyrus Louvre E 7851 recto and verso: Two More Land Leases from the Reign of Taharka (Pl. XIII-XIV)                                                               |  |
| 149 - 239 | François-René Herbin CNRS                                                   | Trois manuscrits originaux du Louvre porteurs du « Livre des Respirations fait par Isis » (P. Louvre N 3121, N 3083 et N 3166) (Pl. XV-XXII)                       |  |
| 241 - 257 | Juan Carlos Moreno Garcia                                                   | « J'ai rempli les pâturages de vaches tachetées... » Bétail, économie royale et idéologie en Égypte, de l'Ancien au Moyen Empire                                   |  |
| 259 - 268 | René Preys                                                                  | Hathor, maîtresse des Seize et la fête de la navigation à Dendera                                                                                                  |  |
| 269 - 271 | Michel Chauveau EPHE                                                        | La chronologie de la correspondance dite « de Phérendatès » |  |
| 272 - 274 | Michel Chauveau EPHE                                                        | Un stratège indigène contemporain de la dernière Cléopâtre |  |
| 275 - 277 | Judith Devaux                                                               | Nature du métal employé pour les outils des sculpteurs égyptiens                                                                                                   |  |
| 278 - 282 | Luc Gabolde CNRS                                                            | Canope et les orientations nord-sud de Karnak établies par Thoutmôsis III                                                                                          |  |
| 283 - 285 | François-René Herbin                                                        | P. Louvre N 3176 H : le papyrus qui bégaie |  |
| 286 - 288 | Éric Rannou                                                                 | Trois vases canopes conservés en Mayenne (France) |  |
| 289 - 290 | Michel Valloggia                                                            | Compte-rendu : P. Jánost, Die Pyramidenanlagen der Königinnen. Untersuchungen zu einem Grabtyp des Alten und Mittleren Reiches, Vienne, 1996, (ISBN 3-7001-2207-1) |  |

## Tome 51 (2000)
| Pages     | Auteur(s)                                            | Titre |  |
| --------- | ---------------------------------------------------- | --- |  |
| 5 - 8     | Magdy El-Ghandour Chef-inspecteur à Saqqarah         | Notice nécrologique du Dr Ahmed Mahmoud Moussa (1934 - 1998)                                                                  |  |
| 9 - 19    | Eugene Cruz-Uribe                                    | Two early demotic letters from Thebes (P. dem. Louvre E 3231c and 3231b) (Pl. I-II)                                           |  |
| 21 - 37   | Didier Devauchelle CNRS-Musée du Louvre              | Notes et documents concernant l'histoire du Sérapéum de Memphis (VI-X) (Pl. III-V)                                            |  |
| 39 - 67   | Judith Devaux                                        | Définition de quelques caractéristiques techniques de la statuaire de pierre dure en Égypte ancienne (Pl. VI-XII)             |  |
| 69 - 81   | Ivan Gueurmeur                                       | Le syngenes Aristonikos et la ville de To-Bener (Stature Caire JE 85743) (Pl. XIII-XIV)                                       |  |
| 83 - 101  | Dimitri Laboury                                      | De la relation spatiale entre les personnages des groupes statuaires royaux dans l'art pharaonique (Pl. XV-XVIII)             |  |
| 103 - 121 | Alexandra Von Lieven                                 | Kleine Beiträge zur Vergöttlichung Amenophis I. - I. Amenophis I. auf Schildförmigen Mumienamuletten (Pl. XIX-XXII)           |  |
| 123 - 139 | Juan Carlos Moreno Garcia CNRS                       | Acquisition de serfs durant la Première Période intermédiaire : une étude d'histoire sociale dans l'Égypte du IIIe millénaire |  |
| 141 - 152 | Elsa Oréal Université Lille-III                      | Une relecture de Mérikarê, E 109-115                                                                                          |  |
| 153 - 173 | Peter Pammiger                                       | Features of the Past. A Royal Statuary and its Secret (Pl. XXIII-XXVIII)                                                      |  |
| 175 - 193 | Olivier Perdu Collège de France                      | Florilège d'incitations à agir (Pl. XXIX)                                                                                     |  |
| 195 - 221 | René Preys                                           | Les montants du Per-Nou et la fête de la Bonne Réunion à Dendera                                                              |  |
| 223 - 251 | Stephen Quirke Petrie Museum of Egyptian Archaeology | Six hieroglyphic inscriptions in University College Dublin (Pl. XXX-XXXIII                                                    |  |
| 253 - 256 | Juan José Castillos                                  | The Predynastic Cemeteries at Badari                                                                                          |  |
| 257 - 261 | Michel Chauveau EPHE                                 | Encore Ptolémée VII et le dieu Néos Philipatôr !                                                                              |  |
| 262 - 265 | Luc Gabolde et Mansour el-Noubi                      | Stèle de Gegi (PPI) avec une invocation au « Furieux » (?) dans les magasins de Louxor                                        |  |
| 266 - 270 | Christophe Thiers IFAO                               | Un protocole pharaonique d'Antonin le Pieux ?                                                                                 |  |
| 271 - 275 | Sydney Hervé Aufrère CNRS                            | Un ami toulousain de Champollion, l'antiquaire Alexandre Du Mège et sa connaissance des antiquités égyptiennes                |  |

## Tome 52 (2001)
| Pages     | Auteur(s)                           | Titre |  |
| --------- | ----------------------------------- | --- |  |
| 7 - 27    | Michel Azim CNRS                    | Un monument de Karnak oublié : la porte centrale de la Ouadjyt                                               |  |
| 29 - 55   | Christophe Barbotin Musée du Louvre | L'inscription dédicatoire de Khâemouaset au Sérapéum de Saqqara                                              |  |
| 57 - 67   | Jeanne Bulté                        | Iconographie originale d'un Bès « nourricier » inédit : illustration d'une malédiction obscène (Pl. XIII-XIV |  |
| 69 - 84   | Marc Coenen                         | On the demise of the Book of the dead in Ptolemaic Thebes                                                    |  |
| 85 - 125  | Laurent Coulon IFAO                 | Quand Amon parle à Platon (La statue Caire JE 38033) (Pl. XV-XXI)                                            |  |
| 127 - 149 | Louise Gestermann                   | Grab und Stele von Psametich, Oberarzt und Vorstecher der « Ṯmḥ.w » (Pl. XXII)                               |  |
| 151 - 181 | Christian Leblanc CNRS              | La véritable identité de Pentaouret, le prince « maudit » (Pl. XXIII-XXVII                                   |  |
| 183 - 217 | Olivier Perdu Collège de France     | Exemple de stèle archaïsante pour un prêtre modèle (Pl. XXVIII)                                              |  |
| 219 - 249 | Vincent Rondot CNRS                 | Le dieu à la bipenne, c'est Lycurgue (Pl. XXIX-XXXV)                                                         |  |
| 251 - 264 | Cathie Spieser                      | Serket, protectrice des enfants à naître et des défunts à renaître                                           |  |
| 265 - 276 | Michelle Thirion                    | Notes d'onomastique. Contribution à une révision du Ranke Personen Namen (Onzième série)                     |  |

## Tome 53 (2002)
| Pages     | Auteur(s)                                                              | Titre |  |
| --------- | ---------------------------------------------------------------------- | --- |  |
| 5 - 60    | Jocelyne Berlandini chargée de recherches CNRS                         | Le « Double-Chaouabti gisant » des princes Ramsès et Khâemouaset |  |
| 61 - 74   | Jean-Yves Carrez-Maratray Université d'Angers                          | L'épithète Philometor et la réconciliation lagide de 124-116 |  |
| 75 - 102  | Christina Riggs The Queen's college, Oxford et Mark Depauw K.U. Leuven | « Soternalia » from Deir El-Bahri, including two coffin lids with demotic inscriptions |  |
| 103 - 136 | Rita E. Freed Museum of Fine Arts, Boston                              | Another look at the sculpture of Amenemhat III |  |
| 137 - 156 | Christian Leitz Universität zu Köln                                    | Die Chronokratenliste von Edfu — Ein Pantheon aus der Zweiten Hälfte der 12. Dynastie |  |
| 157 - 178 | Olivier Perdu Collège de France                                        | Le roi Roudamon en personne ! |  |
| 179 - 196 | Patrizia Piacentini Università degli Studi, Milano                     | Les « Préposés aux écrits » dans l'Égypte du IIIe millénaire av. J.-C. |  |
| 197 - 212 | René Preys KU Leuven                                                   | Hathor au sceptre-Ouas, images et textes au service de la théologie |  |
| 213 - 234 | Éric Varin                                                             | Notes sur la dispersion de quelques objets égyptiens provenant de la villa Quirini à Alticchiéro |  |
| 235 - 243 | M.-N. Fraisse et Abeid Mahmoud Hamed                                   | Saqqâra : note d'information sur les travaux récents au complexe funéraire de la reine Ânkhésenpépi II : I. La pancarte d'offrandes de la chapelle nord de la pyramide d'Ânkhésenpépi II . Un dépôt d'argile crue, dans le temple funéraire de la reine Ânkhésenpépi II |  |
| 244       | Françoise Labrique                                                     | Graphie rare |  |
| 245 - 249 | J. Revez                                                               | Photos inédites de la statue du Moyen Empire d'Hapidjefa, découverte à Kerma (BMFA 14.724) |  |
| 250 - 255 | F. Payraudeau                                                          | Le fragment no 6 des annales des prêtres d'Amon à Karnak et une nouvelle branche de la famille de Néseramon |  |

## Tome 54 (2003)
| Pages     | Auteur(s)                                       | Titre                                                                                          |  |
| --------- | ----------------------------------------------- | ---------------------------------------------------------------------------------------------- |  |
| 1 - 29    | Jeanne Bulté                                    | Une « Thouéris » rare et couronnée en « faïence à pois »                                       |  |
| 31 - 46   | Jean-Yves Carrez-Maratray université d'Angers   | À propos du nome Thmouite                                                                      |  |
| 47 - 65   | Abdel Gawad Migahis et Günter Vittmann          | Zwei Weitere Frühdemotische Briefe an Thot                                                     |  |
| 67 - 129  | François-René Herbin CNRS                       | La renaissance d'Osiris au temple d'Opet                                                       |  |
| 131 - 153 | Frédéric Payraudeau                             | La désignation du gouverneur de Thèbes aux époques libyenne et éthiopienne                     |  |
| 155 - 166 | Olivier Perdu Collège de France                 | Des pendentifs en guise d'ex-voto                                                              |  |
| 167 - 175 | Claude Rilly CNRS                               | Les inscriptions d'offrandes funéraires : une première clé vers la compréhension du méroïtique |  |
| 177 - 190 | Michelle Thirion                                | Notes d'onomastique. Contribution à une révision du Ranke Personen Namen [Douzième série]      |  |
| 191 - 217 | Dominique Valbelle Université Paris IV-Sorbonne | L'Amon de Pnoubs                                                                               |  |
| 219 - 265 | Jean Yoyotte Collège de France                  | Un nouveau souvenir de Sheshonq Ier et un muret héliopolitain de plus                          |  |
| 267 - 269 | Damian Agut-Labordère EPHE                      | Papyrus Insinger 28. 4-5 : un distiche                                                         |  |
| 270 - 274 | Wolfram Grajetzki                               | Two monuments of the High Steward Senaa-ib of the Middle Kingdom                               |  |
| 275 - 278 | Françoise Labrique Université de Franche-Comté  | Nwd=f-ḫnˁ-jt=f : « Il se meut avec son père », une désignation de la lune croissante           |  |
| 279 - 285 | Elsa Oréal CNRS                                 | Héka, πρώτοv μάγευμα. Une explication de Jamblique, De Mysteriis VIII, 3                       |  |
| 286 - 287 | Lisa Sabbahy American University in Cairo       | A note on the Goddess Selket as Protector of Rebirth                                           |  |
| 288 - 294 | Pierre Tallet Université Paris IV-Sorbonne      | Meket / Meketrê                                                                                |  |

## Tome 55 (2004)
| Pages     | Auteur(s)                                            | Titre |  |
| --------- | ---------------------------------------------------- | --- |  |
| 1 - 21    | Laurent Coulon Université Lyon 2 et Luc Gabolde CNRS | Une stèle sur le parvis du temple d'Opet à Karnak |  |
| 23 - 43   | Annie Gasse CNRS                                     | Une stèle d'Horus sur les crocodiles. À propos du « Texte C » |  |
| 45 - 79   | Karl Jansen-Winkeln                                  | Zu einigen Inschriften der Dritten Zwischenzeit |  |
| 81 - 93   | Frédéric Payraudeau                                  | Nespanetjerendjérê, trésorier des rois libyens (Statue Caire JE 37323) |  |
| 95 - 111  | Olivier Perdu Collège de France                      | La chefferie de Sebennytos de Piânkhy à Psammétique Ier |  |
| 113 - 123 | Barbara Russo                                        | Un rituel matinal dans la tombe du Moyen Empire de Neha |  |
| 125 - 148 | Frédéric Servajean IFAO                              | Lune ou soleil d'or ? Un épisode des « Aventures d'Horus et de Seth » |  |
| 149 - 159 | Michelle Thirion                                     | Notes d'onomastique. Contribution à une révision du Ranke Personen Namen [Treizième série] |  |
| 161 - 166 | Hanane Gaber                                         | Erreurs de copiste dans le chapitre 54 du Livre des morts (Tombe de Pached - TT3) |  |
| 167 - 171 | Holger Kockelmann                                    | Zwei personnennamen in Hieratisch-Demotischer Mischschreibung : Ammerkungen zue graphischen Form und Lesung der Besitzernamen in den Totenbuch-Handschriften pLondon, British Museum EA 10306 und M. Madrid Inv 84/79/IX/10 |  |
| 172 - 181 | Lionel Schmitt                                       | Un bloc inédit au nom d'un Horus Séhertaouy à l'Université Marc Bloch de Strasbourg (IES 346) |  |
| 182 - 188 | Tadas Rutkauskas                                     | A Fragment of the Book of the Dead from M. K. Čiurlionis National Museum of Art, Kaunas (pKaunas Tt-12848) |  |

## Tome 56 (2005)
| Pages     | Auteur(s) | Titre |  |
| --------- | --- | --- |  |
| 1 - 44    | Mohammed Abd El-Maksoud Directeur des Antiquités pharaoniques de Basse-Égypte et du Sinaï et Dominique Valbelle Université Paris IV-Sorbonne | Tell Héboua-Tjarou. L'apport de l'épigraphie                                                                      |  |
| 45 - 54   | Damien Agut-Labordère | Le titre du « Décret de Cambyse »                                                                                 |  |
| 55 - 78   | El-Sayed Mahfouz département d'archéologie, Université d'Assiout, Égypte                                                                     | Les directeurs des déserts aurifères d'Amon                                                                       |  |
| 79 - 94   | James K. Hoffmeier Directeur du East Frontier Archaeological Project (EFAP) et Ronald D. Bull                                                | New inscriptions mentioning Tjaru from Tell el-Borg, North Sinai                                                  |  |
| 95 - 128  | Juan Carlos Moreno Garcia CNRS, Université Lille-III                                                                                         | Deux familles de potemtats provinciaux et les assises de leur pouvoir : Elkab et El-Hawawish sous la VIe dynastie |  |
| 129 - 166 | Olivier Perdu Collège de France | Un dieu venu de la campagne                                                                                       |  |
| 167 - 176 | Jérôme Rizzo CNRS, université Montpellier-III                                                                                                | « Être sans bateau » à propos du sens supposé du verbe jwj                                                        |  |
| 177 - 190 | Michelle Thirion | Notes d'onomastique. Contribution à une révision du Ranke Personen Namen [Quatorzième série]                      |  |
| 191 - 194 | Christophe Barbotin Département des Antiquités égyptiennes, Musée du Louvre                                                                  | I. Une citation musicale au Nouvel Empire. II. Guerre civile et guerre étrangère d'après la stèle de Nysoumontou  |  |
| 195 - 202 | Élisabeth Delange Conservateur, Antiquités égyptiennes, Musée du Louvre                                                                      | Précisions d'archives                                                                                             |  |
| 203 - 207 | Frédéric Payraudeau | La statue Caire CG 717 et la famille de Ânkhpakhéred fils de Pashedmout                                           |  |
| 208 - 213 | Harco Willems Université catholique de Louvain                                                                                               | The feather of the west                                                                                           |  |
| 215 - 250 | Yves Laissus | Étude sur la publication de la « Description de l'Égypte » II Tableaux récapitulatifs                             |  |
| 251 - 253 | Henri-Charles Loffet | Le dernier écrit de Jean-François Champollion                                                                     |  |

## Tome 57 (2006)
| Pages     | Auteur(s)                                                                       | Titre |  |
| --------- | ------------------------------------------------------------------------------- | --- |  |
| 1 - 46    | Laurent Coulon IFAO                                                             | Les sièges de prêtres d'époque tardive. À propos de trois documents thébains                                                       |  |
| 47 - 76   | Agnès Degrève                                                                   | La campagne asiatique de l'an I de Séthi Ier représentée sur le mur extérieur nord de la salle hypostyle du temple d'Amon à Karnak |  |
| 77 - 94   | Holger Kockelmann                                                               | Drei Götter unterm Totenbett. Zu einem ungewöhnlichen Bildmotiv in einer späten Totenbuch-Handschrift                              |  |
| 95 - 108  | Julie Masquelier-Loorius CNRS                                                   | Le fouet à double lanière |  |
| 109 - 150 | Colleen Manassa Yale University                                                 | The Judgment Hall of Osiris in the Book of Gates                                                                                   |  |
| 151 - 198 | Olivier Perdu Collège de France                                                 | Documents relatifs aux gouverneurs du delta au début de la XXVIe dynastie                                                          |  |
| 199 - 216 | René Preys Université catholique de Louvain                                     | Hathor, fille de Noun : créateur et démiurge dans le temple de Dendera                                                             |  |
| 217 - 232 | Mark Smith Université d'Oxford                                                  | The Great Decree Issued to the Nome of the Silent Land                                                                             |  |
| 233 - 234 | Françoise de Cénival                                                            | À propos du mot désignant en démotique « l'association »                                                                           |  |
| 235 - 238 | Philippe Collombert                                                             | La bandelette-pyr au cou des deuillants                                                                                            |  |
| 239 - 240 | Dominique Farout                                                                | Une statuette de la tombe d'Izi à Edfou : la dame Irenhorneferouiry du Musée du Louvre                                             |  |
| 241 - 244 | Yannis Gourdon                                                                  | Ptah face à ses adorateurs dans les noms des particuliers à l'Ancien Empire                                                        |  |
| 245 - 248 | Dominique Lefèvre                                                               | Τεγχο / Τοχοι : un toponyme fantôme en copte ?                                                                                     |  |
| 249 - 254 | Frédéric Payraudeau IFAO                                                        | Une nouvelle mention du vizir Nakhtefmout sur une statue-cube naophore (Caire JE 37851)                                            |  |
| 255 - 259 | Elsa Rickal Collège de France                                                   | Kaherkhent(y), héraut royal sous Amenhotep II                                                                                      |  |
| 260 - 263 | Aminata Sakho-Autissier Département des antiquités égyptiennes, Musée du Louvre | Quelques remarques sur le bloc Louvre E 25562                                                                                      |  |
| 264 - 267 | Pierre Tallet Université Paris-Sorbonne                                         | Les sceaux-scarabées de deux fonctionnaires des mines                                                                              |  |

## Tome 58 (2007)
| Pages     | Auteur(s)                                                                                        | Titre |  |
| --------- | ------------------------------------------------------------------------------------------------ | --- |  |
| 1 - 27    | Michel Baud Département des Antiquités égyptiennes, Musée du Louvre                              | Un décor de tombeau remis en contexte : le « scribe au travail » du Louvre (E 14321) et le mastaba MIX d'Abou Rawach      |  |
| 29 - 39   | Sylvie Cauville                                                                                  | L'impossible serrement de main ou la « Pax Romana » à Dendara                                                             |  |
| 41 - 69   | Dominique Farout Institut Khéops                                                                 | Trois nouveaux monuments de la famille des gouverneurs d'Edfou à la Deuxième Période intermédiaire                        |  |
| 71 - 85   | Stéphane Pasquali Centre d'égyptologie François Daumas, Université Paul Valéry - Montpellier III | La date du papyrus BM 10056 : Thoutmôsis III ou Amenhotep II ?                                                            |  |
| 87 - 109  | Rosanna Pirelli Università degli Studi di Napoli                                                 | Two new stelae from Mersa Gawasis                                                                                         |  |
| 111 - 122 | René Preys Université catholique de Louvain                                                      | La fête de Paophi et le culte des ancêtres                                                                                |  |
| 123 - 135 | Jérôme Rizzo Université Paul Valéry - Montpellier III                                            | Le terme « ḏw » comme superlatif de l'impur. L'exemple de « ȝbw ḏw »                                                      |  |
| 137 - 156 | Anthony Spalinger University of Auckland, New Zealand                                            | Transformations in Egyptian Folktales : The royal Influence                                                               |  |
| 157 - 185 | Dominique Valbelle Université de Paris IV-Sorbonne                                               | Penrê et les directeurs des pays étrangers méridionaux dans la première moitié de la XVIIIe dynastie                      |  |
| 187 - 192 | Stéphane Pasquali Centre d'égyptologie François Daumas, Université Paul Valéry - Montpellier III | Une nouvelle stèle de Parthénios, fils de Paminis de Coptos                                                               |  |
| 193 - 200 | Isabelle Régen IFAO                                                                              | Un bloc de tombe de Basse Époque, avec Textes des pyramides (TP 242-243), en réemploi dans la muraille ayyoubide du Caire |  |
| 201 - 236 | Sylvie Guichard Département des Antiquités égyptiennes, Musée du Louvre                          | Une collection d'antiquités égyptiennes méconnue : la collection Thédenat-Duvent                                          |  |

## Tome 59 (2008)
| Pages     | Auteur(s) | Titre |  |
| --------- | --- | --- |  |
| 1 - 32    | Jeanne Bulté | « Cuillers d'offrandes » en faïence et en pierre messagères de bien-être et de prospérité                                                  |  |
| 33 - 80   | Sylvie Cauville CNRS | Le dieu et son roi |  |
| 81 - 110  | John Coleman Darnell Department of Near Eastern Languages ans Civilizations, Yale University, New Haven, USA                     | The Eleventh Dynasty Royal Inscription from Deir el-Ballas                                                                                 |  |
| 111 - 124 | Léo Depuydt Department of Egyptology and Ancient Western Asian Studies, Brown University, Rhode Island, USA                      | Late Egyptian « bn n.f » and « mn mdj.f » "He has no"                                                                                      |  |
| 125 - 154 | François-René Herbin CNRS | Trois papyrus hiéroglyphiques d'époque romaine                                                                                             |  |
| 155 - 180 | Moustapha Rezk Ibrahim Conseil Suprême des Antiquités, Inspectorat du Sud-Sinaï et Pierre Tallet Université de Paris IV-Sorbonne | Trois bas-reliefs de l'époque thinite au ouadi El-Humur : aux origines de l'exploitation du Sud-Sinaï par les Égyptiens                    |  |
| 181 - 230 | Dimitri Laboury Université de Liège                                                                                              | Colosses et perspective. De la prise en considération de la parallaxe dans la statuaire pharaonique de grandes dimensions au Nouvel Empire |  |
| 231 - 266 | Christian Leitz Ägyptologisches Institut der Universitât Tübingen                                                                | Les trente premiers versets de la litanie d'Osiris à Esna                                                                                  |  |
| 267 - 334 | El-Sayed Mahfouz Département d'Archéologie, université d'Assiout, Égypte                                                         | Les ostraca hiératiques du ouadi Gaouasis                                                                                                  |  |
| 335 - 356 | Elsa Oréal CNRS | « Bienvenue ! » (Ptahotep, maxime 22). Répartitions des biens et salut individuel                                                          |  |
| 357 - 368 | Stéphane Pasquali Institut d'égyptologie François Daumas, Université Paul Valéry - Montpellier III                               | Le dépôt extra-sépulcral trouvé par Fl. Petrie à Gîza-Sud                                                                                  |  |
| 369 - 380 | Julie Stauder-Porchet University of Chicago                                                                                      | Une formule de la biographie éthique : traduction et commentaire                                                                           |  |
| 381 - 388 | Julie Cayzac Institut d'égyptologie François Daumas, Université Paul Valéry - Montpellier III                                    | Franges textiles ou mèches capillaires ? À propos d'un bas-relief d'Isis à Philæ                                                           |  |
| 389 - 393 | François-René Herbin CNRS | Un document funéraire anonyme soucieux de la conservation du nom : le papyrus Berlin 3163                                                  |  |
| 394 - 399 | Frédéric Payraudeau IFAO | Un témoignage du quatrième prophète d'Amon Nakhtefmout (A) sous le règne de Takélot II                                                     |  |

## Tome 60 (2009)
| Pages     | Auteur(s)                                                                                          | Titre |  |
| --------- | -------------------------------------------------------------------------------------------------- | --- |  |
| 1 - 16    | Hanane Gaber                                                                                       | Deux variantes de la scène de la psychostasie (chapitres 30 et 125 du Livre des Morts)                           |  |
| 17 - 40   | David Klotz                                                                                        | The cult-topographical text of Qasr el-Zayyan                                                                    |  |
| 41 - 46   | Stéphane Pasquali Institut d'égyptologie François Daumas, Université Montpellier III - Paul Valéry | Un ou deux taureaux Apis inhumés sous Horemheb ?                                                                 |  |
| 47 - 62   | Isabelle Régen Institut d'égyptologie François Daumas, Université Montpellier III - Paul Valéry    | Une brique magique du vice-roi de Nubie Mérymès (Louvre 33059)                                                   |  |
| 63 - 138  | Patricia Rigault et Élisabeth Delange Musée du Louvre - Département des Antiquités Égyptiennes     | Le lit funéraire de Djéhoutyhotep (Louvre AF 9170)                                                               |  |
| 139 - 146 | Serge Rosmorduc Équipe langues et littératures de l'Égypte Ancienne - EPHE IVe section             | De quelques passages de la stèle d'Israël                                                                        |  |
| 147 - 158 | Sami Uljas Trinity College, University of Cambridge                                                | Adverbial sentence wh-questions in earlier egyptian                                                              |  |
| 159 - 178 | Wolfgang Wegner                                                                                    | Ein Demotischer Brief aus Tebtynis (P. Yale 4628 QUA)                                                            |  |
| 179 - 194 | Gihane Zaki Professeur d'égyptologie, université de Helwan, Égypte                                 | Le dieu Mandoulis de Paptoûlis à Talmis                                                                          |  |
| 195 - 198 | André Block                                                                                        | Preziosität und die Kunst, sich kurz zu fassen: zwei Beispiele aus Edfu                                          |  |
| 199 - 200 | Philippe Derchain                                                                                  | Le jeu de 16 : un discret hommage à Hathor                                                                       |  |
| 201 - 204 | Caroline Dorion-Peyronnet                                                                          | Sceaux-scarabées inédits au nom de deux vizirs d'époque tardive                                                  |  |
| 205 - 208 | Essam M. el-Saïd                                                                                   | La statue du grand intendant du Ramesseum, Youpa, conservée au Musée de la faculté des lettres à Alexandrie      |  |
| 209 - 214 | Wolfram Grajetzki                                                                                  | Women and writing in the Middle Kingdom: stela Louvre C 187                                                      |  |
| 215 - 221 | Raphaële Meffre                                                                                    | Une princesse héracléopolitaine de l'époque libyenne : Sopdet(em)hââout                                          |  |
| 222 - 226 | Harco Willems et Rob Demarée                                                                       | A visitor's graffito in Dayr Abü Hinnis. Remarks on the source of limestone sed in the construction of al-Amarna |  |

## Tome 61 (2010)
| Pages     | Auteur(s) | Titre |  |
| --------- | --- | --- |  |
| V - XIV   | Olivier Perdu | Jean Yoyotte (1927-2009) |  |
| 1 - 42    | Sylvie Cauville UMR 8167 Orient et Méditerranée CNRS - Paris                                                            | Les trois capitales - Osiris - Le roi                                                                                            |  |
| 43 - 75   | Léo Depuydt Department of Egyptology and Ancient Western Asian Studies - Brown University Providence, Rhode Island, USA | The double Genitive Particle in Latest Late Egyptian, Demotic, and Coptic                                                        |  |
| 77 - 89   | Khaled El-Enany Université d'Hélouan - Le Caire                                                                         | Fragment d'une stèle d'Apis mentionnant le roi Téti (Caire JE 40044) (Pl. I)                                                     |  |
| 91 - 111  | Alexandra von Lieven Ägyptologisches Seminar - Freie Universität Berlin                                                 | Das Verhältnis zwischen Tempel und Grab im griechisch-römischen Ägypten (Pl. II-IV)                                              |  |
| 113 - 134 | Gianluca Miniaci Università di Pisa - Dipartimento di scienze Storiche del Mondo Antico                                 | The Incomplete Hieroglyphs System at the End of the Middle Kingdom                                                               |  |
| 135 - 150 | Elsa Oréal LLACAN, Inalco, CNRS - Villejuif                                                                             | « Bienvenue en paix ! » La réception rituelle du mort aux funérailles                                                            |  |
| 151 - 157 | Olivier Perdu Collège de France - Chaire de civilisation pharaonique - Paris                                            | Le prétendu « an V » mentionné sur les « blocs de Piânkhi »                                                                      |  |
| 159 - 177 | René Preys | Nekhbet, l'œil droit du dieu solaire                                                                                             |  |
| 179 - 185 | Christophe Barbotin Musée du Louvre - Département des Antiquités égyptiennes)                                           | Un fragment de bassin circulaire au nom d'Hakoris (Pl. V-VI                                                                      |  |
| 187 - 195 | Laëtitia Coillot et Chloé Ragazzoli Centre de Recherches égyptologiques de la Sorbonne-Paris IV                         | Le papyrus BN 246 : un exemplaire inédit du « Livre I des respirations » conservé à la Bibliothèque nationale de France (Pl. VII |  |
| 197 - 199 | Rémi Legros Mission archéologique française de Saqqâra                                                                  | Une attestation précoce du titre JMY-RȜ avec le signe de la langue F20 (Pl. VIII                                                 |  |
| 201 - 207 | Frédéric Payraudeau Centre de Recherches égyptologiques de la Sorbonne-Paris IV                                         | Un socle de triade de Takélot II (Caire JE 25672)                                                                                |  |
| 209 - 224 | Élisabeth David Musée du Louvre - Département des Antiquités égyptiennes                                                | Un brouillon de Mariette : un projet pour un Service des Antiquités de l'Égypte International (Pl. IX-XI                         |  |
| 225 - 231 | Isabelle Régen Centre d'égyptologie François Daumas, UMR 5140 CNRS - Montpellier                                        | La tombe et le mobilier funéraire du vice-roi Mérymès : un état de la question (Pl. XII                                          |  |

## Tome 62 (2011)
| Pages   | Auteur(s)                                  | Titre |  |
| ------- | ------------------------------------------ | --- |  |
| 1 - 40  | Mohamed Abd el-Maksoud, Dominique Valbelle | Tel Héboua II. Rapport préliminaire sur le décor et l'épigraphie des éléments architectoniques découverts au cours des campagnes 2008-2009 dans la zone centrale du khétem de Tjarou |  |
| 41-56   | Sylvie Cauville                            | Le pronaos d'Edfou : une voûte étoilée |  |
| 57-72   | Marleen de Meyer                           | The Fifth Dynasty Royal Decree of Ia-ib at Dayr al-Barshâ |  |
| 73-88   | David Lorand                               | Ramsès II « admirait » aussi Amenhotep III : à propos du groupe statuaire CG 555 du Musée égyptien du Caire                                                                          |  |
| 89-104  | Tamás Mekis, Takwa Sayed, Kholoud Abdalla  | The Ensemble of Djed-hor (coffin, cartonnage and hypocephalus) in the Egyptian Museum of Cairo                                                                                       |  |
| 105-114 | Juan Carlos Moreno García                  | Les mnḥw : société et transformations agraires en Égypte entre la fin du IIee millénaire et le début du Iere millénaire                                                              |  |
| 115-140 | Andréa Pillon                              | La stèle polychrome d'un notable thinite de la Première Période intermédiaire |  |
| 141-158 | Vincent Rondot                             | De la fonction des statues-cubes comme cale-porte |  |
| 159-174 | Anaïs Tillier                              | À propos de nṯr nfr comme épithète divine : contribution à l'étude d'Osiris-roi au Moyen Empire                                                                                      |  |
| 175-198 | Pascal Vernus                              | Les jachères du démiurge et la souveraineté du pharaon. Sur le concept d'« empire »                                                                                                  |  |
| 199-204 | Luc Gabolde                                | Une stèle au nom du soldat Sa-pa-ïr dédiée par son frère, le prêtre-pur Men-kheper.                                                                                                  |  |
| 205-210 | Cédric Larcher                             | Min et la fête-Sed : réexamen d'une scène du temple de Soleb. |  |
| 211-214 | Sylvie Guichard                            | Un nouveau document au nom du roi Ramsès III identifié au Musée du Louvre |  |

## Tome 63 (2012)
Volume dédié à la mémoire de Jean Leclant.
| Pages   | Auteur(s)                                                                                      | Titre |  |
| ------- | ---------------------------------------------------------------------------------------------- | --- |  |
| 1 - 20  | Christophe Barbotin Musée du Louvre, Département des Antiquités égyptiennes                    | Le dialogue de Khâkheperrêseneb avec son ba. Tablette British Museum EA 5645/ostracon Caire JE 50249 + papyri Amherst III & Berlin 3024               |  |
| 21-42   | Christian J. Bayer & Marianne Eaton-Krauss                                                     | The Amarna Triad (Planches I-IV/Cahier coul. Pl. 1)                                                                                                   |  |
| 43-66   | Gaëlle Chantrain & Jean Winand Université de Liège                                             | L'adverbe gr en néo-égyptien |  |
| 67-82   | Sylvie Dhennin IFAO                                                                            | Une stèle de Mefkat (Montgeron 2007.4) (Planches V-VI)                                                                                                |  |
| 83-102  | Sylvie Donnat Institut d'égyptologie de Strasbourg - M.I.S.H.A.                                | L'enfant chétif d'une femme séthinienne, ou le nouveau-né solaire d'une mère divine ? À propos de ḥm.t dšr.t et ḫprw dans Mutter und Kind (Formule V) |  |
| 103-114 | Dominique Farout Institut Khéops — École du Louvre                                             | Les déclarations du roi Sahourê (Planches VII-VIII)                                                                                                   |  |
| 115-122 | Jérôme Gonzalez Institut d'égyptologie François Daumas, Université Paul-Valéry-Montpellier-III | Harpocrate armé et les ἒνοπλοι παΐδες (Planche IX) |  |
| 123-136 | Karl Jansen-Winkeln Ägyptologisches Seminar - Freie Universität Berlin                         | Die Biographie eines Kinderlosen (Kairo JE 44065) (Planches X/Cahier coul. Pl. 2-5)                                                                   |  |
| 137-186 | Christian Leitz Universität TÜbingen                                                           | Die Geierweibchen des Thothbuches in den 42 Gauen Ägyptens                                                                                            |  |
| 187-196 | Mark Smith Oriental Institute and University College - Oxford                                  | New References to the Deceased as Wsỉr n NN from the Third Intermediate Period and the Earliest Reference to a Deceased Woman as Ḥ.t-Ḥr NN            |  |
| 197-200 | Jean-Christophe Antoine                                                                        | Les anthroponymes théophores du papyrus Wilbour : une analyse socioculturelle et géographique                                                         |  |
| 201-208 | Frédéric Mougenot Musée des Civilisations de l'Europe et de la Méditerranée (MuCEM)            | Au plus près des offrandes : des statues de particuliers dans le grenier du dieu au Nouvel Empire (Planche XI)                                        |  |

## Tome 64 (2013)
| Pages   | Auteur(s)                                    | Titre |  |
| ------- | -------------------------------------------- | --- |  |
| 1-14    | Mohamed Abd El-Maksoud et Dominique Valbelle | Une stèle de l’an 7 d’Apriès découverte sur le site de Tell Défenneh (Planche couleur 1)                                                                              |  |
| 15-24   | Dominique Farout                             | Naissance d’un dialogue de cour sur les monuments d’Ancien Empire |  |
| 25-40   | David Klotz                                  | Remarks on Ptolemaic Epigraphy and Lexicography (§ 1-4) |  |
| 41-62   | Raphaële Meffre                              | Remarques à propos du texte de la triade d’Osorkon II (Louvre E 6204). Avec en annexe une liste récapitulative des dénommées « Ḏi-aset-heb-sed » (Planches coul. 2-5) |  |
| 63-92   | Frédéric Payraudeau                          | Généalogie et mémoire familiale à la Troisième Période intermédiaire : le cas de la statue Caire JE 37880 (Planche I/Planches coul. 6-7)                              |  |
| 93-134  | Olivier Perdu                                | L’Isis de Ptahirdis retrouvée (Planche II/Planches coul. 8-11) |  |
| 135-176 | Georges Posener                              | Tablettes-figurines de prisonniers (Planches III-IX/Planche coul. 6-7)                                                                                                |  |
| 177-188 | René Preys                                   | La terre tentyrite : tȝrr et tȝ-n-jtm' |  |
| 189-210 | Pierre Tallet                                | Deux notes sur les expéditions au pays de Pount à la lumière de nouvelles données archéologiques (Planches X-XI/Planches coul. 13-15)                                 |  |
| 211-230 | Caroline Thomas                              | Le cheval-serpent, un curieux génie funéraire (Planches XII-XIII/Planches coul. 13-15)                                                                                |  |
| 231-248 | Andreas Winkler                              | A Royal Star: on the « Miracle of the Star » in Thutmoses III’s Gebel Barkal Stela and a Note on the King as a Star in Personal Names                                 |  |

## Tome 65 (2014)
| Pages   | Auteur(s)               | Titre |  |
| ------- | ----------------------- | --- |  |
| 1-28    | Philippe Collombert     | Le toponyme... et la géographie des 17e et 18e nomes de Haute-Égypte                                                                    |  |
| 29-48   | Andrés Diego Espinel    | Surveyors, guides and other officials in the Egyptian and Nubian deserts                                                                |  |
| 49-74   | Dominique Farout        | Les déclarations du roi Ounas (Planche I)                                                                                               |  |
| 75-106  | Raphaële Meffre         | Les ouchebtis memphites d'époque libyenne : caractéristiques typologiques locales (Planches II-VI)                                      |  |
| 107-140 | Olivier Perdu           | Une statue stéléphore très particulière (Planches VII-IX)                                                                               |  |
| 141-164 | Paul Whelan             | An unusual shabti for a steward of divine-offerings of Abydos (Planche X)                                                               |  |
| 165-178 | Matthieu Begon          | Un fragment d'étiquette de la Ire dynastie conservé au Musée du Louvre (Inv. E 30463) (Planches XI-XII)                                 |  |
| 179-184 | Frédéric Colin          | Un jeu de déterminatifs en démotique |  |
| 185-192 | Khaled El-Enany         | Une stèle d'Apis trouvée dans le monastère de Saint-Jérémie à Saqqarah (Caire JE 40043) (Planche XIII)                                  |  |
| 193-202 | Cédric Larcher          | Une stèle inédite d'Horus sur les crocodiles de la collection Cartier (Planche XIV)                                                     |  |
| 203-216 | Florence Mauric-Barbero | La provenance du relief d'Avignon (Musée Calvet, inv. A8) et deux autres fragments apparentés du Livre de la Vache céleste (Planche XV) |  |
| 217-226 | Christoffer Theis       | Die... in Genesis 10,13 - Die Bewohner des Deltas                                                                                       |  |

## Tome 66 (2015)
| Pages   | Auteur(s)                            | Titre |  |
| ------- | ------------------------------------ | --- |  |
| 1-20    | Sylvie Cauville                      | Hathor de Dendera, Pakhet et Hatchepsout |  |
| 21-32   | Laurent Coulon & Frédéric Payraudeau | Une princesse saïte à Thèbes sous la XXVe dynastie ? |  |
| 33-50   | Marsha Hill                          | A gilded-silver Pendant of Nephthys naming Mereskhonsu (Planches I-II) |  |
| 51-110  | David Klotz                          | The cuboid Statue of Ser-Djehuty, Master sculptor in Karnak. Los Angeles County Museum of Art 48,24,8 + Cambridge University Museum of Archaeology and Anthropology 51,533 (Planches III-XI) |  |
| 111-132 | Maria Michele Luiselli               | Early Mut(s). On the origins of the Theban Goddess Mut and her Cult (Planche XII) |  |
| 133-150 | Raphaële Meffre                      | Les ouchebtis memphites d'époque libyenne : les serviteurs funéraires des taureaux Apis trouvés au Sérapéum (Planches XIII-XVII)                                                             |  |
| 151-184 | Alexandra Nespoulous-Phalippou       | Aristonikos, fils d'Aristonikos. Floruit d'un eunuque et commandant en chef de la cavalerie sous le règne de Ptolémée Épiphane                                                               |  |
| 185-198 | Stéphane Pasquali                    | Les deux districts de Chénès. Note de géographie memphito-héliopolitaine |  |
| 199-226 | Jeremy Pope                          | The Historicity of Pediese, son of Ankhsheshonq (Planches XVIII-XXV) |  |
| 227-248 | Julien Siesse                        | Nouvelle datation pour le roi Sobekhotep Khâânkhrê (Planche XXVI-XXX) |  |
| 249-252 | Stephan Bojowald                     | Ein neuer Deutungsversuch für das ägyptishe Wort « tḫw » aus dem Grab der Mutirdis unter besondeter Berticksichigung seiner Verbindung zu Lotus                                              |  |
| 253-256 | Pearce Paul Creasman                 | Additional evidence in support of the identification of the Cairo Duhshur boats |  |
| 257-260 | Sibylle Emerit                       | Une nouvelle identification du titre « ḏȝḏȝwy » de la tombe de Ramsès III |  |
| 261-272 | Åke Engsheden                        | Une lettre inédite de Champollion à Migliarini |  |

## Tome 67 (2016)
| Pages   | Auteur(s)                       | Titre |  |
| ------- | ------------------------------- | --- |  |
| 1-32    | Sylvie Donnat                   | Un billet contre la chaleur-séref : le papyrus hiérat. 69 de la BNU de Strasbourg (Pl. I)                                |  |
| 33-54   | Nadia Licitra                   | Une plaque en alliage cuivreux au nom du premier prophète Menkheperrê et du prêtre Horemakhbit (Pl. II-III)XXVe dynastie |  |
| 55-76   | Jean-Guillaume Olette-Pelletier | Sur la réunion de deux fragments d’une stèle de la fin du Moyen Empire (Bodmer 20 et Rouen AEg. 348) (Pl. IV-V)I-II      |  |
| 77-140  | Olivier Perdu                   | Un témoignage inédit sur un grand dignitaire saïte : le précepteur Horirâa (Pl. VI-X)III-XI                              |  |
| 141-156 | Andreas Stauder                 | L’origine du pronom sujet néo-égyptien (twỉ, twk, sw, etc.)XII                                                           |  |
| 157-178 | Lorenzo Uggetti                 | The God Djeme (Pl. XI)XIII-XVII                                                                                          |  |
| 179-198 | Sami Uljas                      | On Adjunct Clause Positioning in Earlier Egyptian                                                                        |  |
| 199-206 | Raphaële Meffre                 | Hypothèses au sujet d’une fille du roi Roudamon                                                                          |  |
| 207-210 | Annik Wüthrich                  | Un sceau-cylindre au nom de SékhemkarêXVIII-XXV                                                                          |  |

## Tome 68 (2017-2018)
| Pages   | Auteur(s) | Titre |  |
| ------- | --- | --- |  |
| 1-44    | Diaz-Iglesias Llanos | Two early shrouds inscribed with Book of the Dead spells from Dra Abu el-Naga (Planches I-III)                                                 |  |
| 45-60   | Luc Gabolde | Une tête royale du début de la XVIIIe dynastie attribuable à Amenhotep II                                                                      |  |
| 61-78   | Alexander Ilin-Tomich Institute of Oriental Studies, Russian Academy of Sciences - Moscow                                                                                                   | The Governor's Court in Late Middle Kingdom Antaecopolis                                                                                       |  |
| 79-108  | Massimiliano Nuzzolo Czech Institute of Egyptology, Charles University - Prague and Patrizia Zanfagna Municipality of Venice, Office for Architecture, Territorial Planning and GIS-systems | The search for the lost Sun Temples: A glimpse from the Satellite                                                                              |  |
| 109-140 | Andrea Pillon Université Paris-Sorbonne - Paris ; Université Ca' Foscari - Venise | Satis et Khnoum maîtres d'Éléphantine : une lettre savante de la fin de l'Ancien Empire (Papyrus Brooklin 47.218.18) (Planches IV-V)           |  |
| 141-152 | Michel Valloggia Université de Genève, unité d'égyptologie et copte - Genève Annexe de Vera Hubert et Marie Wörle du Musée national suisse - Zürich                                         | Note sur deux lingots d'argent de Toutânkhamon                                                                                                 |  |
| 153-210 | Joseph Wegner University of Pennsylvania - Philadelphia | The Stela of Idudju-iker: foremost-one of the chiefs of Wawat. New evidence on the conquest of Thinis under Wahankh Antef II (Planches VI-XII) |  |
| 211-216 | Sébastien Biston-Moulin CNRS, UMR 5140, Université Paul Valéry - Montpellier | Le nom de Thoutmôsis IV sur l'arbre-iched à Karnak                                                                                             |  |
| 217-222 | Marion Claude UMR 5140, ASM, CNRS, Université Paul Valéry - Montpellier | À propos de la relecture d'un anthroponyme à la lumière des inscriptions d'une chapelle d'Atoum récemment découverte à Akhmîm                  |  |
| 223-226 | Philippe Collombert faculté des Lettres de l'université de Genève | La topographie divine d'Anhourmès à Nag' al-Mashayekh                                                                                          |  |
| 227-230 | Luc Gabolde CNRS, UMR 5140, Université Paul Valéry - Montpellier | Un fragment de vase au nom de la reine Ahmès-Néfertary                                                                                         |  |
| 231-236 | Jérémy Hourdin CNRS, USR 3172, CFEETK, LabEx Archimède - Montpellier | Une statue de Taharqa « en Onouris » à Thèbes                                                                                                  |  |
| 237-240 | Raphaële Meffre Sorbonne Université, Musée du Louvre - Paris | À propos de la statue de Nectanébo Ier du Musée Rodin (Co. 1420)                                                                               |  |
| 241-246 | Frédéric Payraudeau Centre de recherches égyptologues de la Sorbonne - Paris | Trois nouveaux fragments des annales sacerdotales de Karnak                                                                                    |  |
| 247-252 | Olivier Perdu Collège de France - Paris | L'origine de l'Osiris Louvre N 3952 |  |
| 253-260 | Sépideh Qahéri EPHE-PSL Research University, EA 4519 - Paris Collaboration de Julien Cuny Musée du Louvre, Département des Antiquités orientales                                            | Manches de miroirs égyptiens de Suse |  |

## Tome 71 (2021)
| Pages   | Auteur(s)                     | Titre |  |
| ------- | ----------------------------- | --- |  |
| 1-18    | Mohy-Eldin E. Abo-Eleaz       | Fake news and Rumors in the Diplomatic Correspondance between Egypt and the Other Great Powers during the XIV and XIII Centuries BCE                       |  |
| 19-32   | M.Ibrahim Aly, Noha A. Khaled | Une stèle memphite : nouvelle illustration de l'archaïsme (Planches I-III)                                                                                 |  |
| 33-44   | Sylvie Cauville               | Maîtres et hôtes dans les temples (Dendara et Edfou) |  |
| 45-70   | Émile Martinet                | Le processus d'émergence des élites provinciales dotées de monuments inscrits à la lueur des récentes découvertes réalisées à Tell Edfou (Ve-VIe dynasties |  |
| 71-104  | Raphaële Meffre               | Les ouchebtis royaux de la XXVIe dynastie (Planches IV-IX)                                                                                                 |  |
| 105-128 | Olivier Perdu                 | Un Hiéliopolitain à Bouto sous les Ptolémées (Planche X)                                                                                                   |  |
| 129-146 | René Preys                    | L'épithète de culte philopator et les activités architecturales de Ptolémée IV                                                                             |  |
| 147-180 | Pascal Vernus                 | Le pronom mwj : entrave à l'amuïssement d'un n final ; fait de sandhi ; réanalyse, extension et grammaticalisation                                         |  |
| 181-228 | Josef Wegner                  | Inscribed Clay Prisms from Dander: Mortuary Magic during the Late Old Kingdom and First Intermediate Period                                                |  |